# Acantosi nigricans
L'acantosi nigricans (o acanthosis nigricans) è una manifestazione cutanea caratterizzata da zone iperpigmentate, mal delimitate, che compaiono tipicamente a livello delle pieghe cutanee (collo, ombelico, inguine, ascelle). La pelle si presenta ispessita e vellutata, di colore più scuro (dal brunastro al nero) rispetto alle zone circostanti.

## Eziologia
Alcune forme di acantosi nigricans sono un carattere familiare, altre volte possono essere idiopatiche, possono manifestarsi in associazione a obesità, a malattie endocrine o a forme neoplastiche. In quest'ultimo caso si parla di "acantosi nigricans maligna" e si tratta di sindromi paraneoplastiche.
L'ancantosi nigricans è associata inoltre ad alcuni disturbi di origine genetica (ad esempio, la displasia SADDAN).

## Situazioni associate ad acantosi nigricans

### Malattie endocrine
- malattie della tiroide
- sindrome dell'ovaio policistico
- acromegalia
- sindromi da insulinoresistenza e altre situazioni caratterizzate da iperinsulinismo
- diabete mellito di tipo 2
- sindrome di Cushing
- morbo di Addison

### Farmaci
- corticosteroidi
- niacina
- insulina
- estroprogestinici

### Neoplasie
- adenocarcinomi del tratto gastrointestinale, soprattutto stomaco e intestino
- polmone
- prostata
- utero
- mammella
- ovaio

## Malattie genetiche
- SADDAN

## Terapia
La terapia si basa sul trattamento della malattia di fondo.